# Fundació Ferran Sunyer i Balaguer
La Fundació Ferran Sunyer i Balaguer es creà l'any 1983 per iniciativa de Maria Carbona i Maria dels Àngels Carbona, les cosines del matemàtic. Té com a finalitat principal honorar-ne la memòria per mitjà de l'estímul de la recerca matemàtica, amb la concessió de premis a treballs d'investigació i borses d'estudi per a investigacions en l'àmbit de les matemàtiques.
La Fundació és regida per un Patronat presidit pel president de l'Institut d'Estudis Catalans, del qual formen part també el secretari general i el president de la Secció de Ciències i Tecnologia de l'IEC, el director del Centre de Recerca Matemàtica, el president de la Societat Catalana de Matemàtiques i diversos vocals de les universitats catalanes. Des de l'any 2007 la Fundació és dirigida pel professor Manuel Castellet.
El 1992 es creà un premi internacional, ofert a una monografia matemàtica de caràcter expositiu que presenti els últims desenvolupaments d'una àrea activa en investigació, en la qual el concursant hagi contribuït de manera important. El premi està dotat amb 15.000 euros i la monografia guanyadora la publica l'editorial suïssa Birkhäuser Verlag en la sèrie «Progress in Mathematics».
L'any 2007 es crearen unes borses que s'ofereixen als millors projectes d'estudi o d'investigació matemàtica relacionats amb la tesi doctoral, per fer una estada d'un a tres mesos en un centre d'investigació d'excel·lència fora de l'àmbit geogràfic d'origen. L'entitat també convoca el Premi Matemàtiques i Societat, creat l'any 2009 amb la finalitat d'estimular la presència de les matemàtiques en els mitjans de comunicació.
La Fundació Ferran Sunyer i Balaguer es creà l'any 1983 per iniciativa de Maria Carbona i Maria dels Àngels Carbona, les cosines del matemàtic. Té com a finalitat principal honorar-ne la memòria per mitjà de l'estímul de la recerca matemàtica, amb la concessió de premis a treballs d'investigació i borses d'estudi per a investigacions en l'àmbit de les matemàtiques.
La Fundació és regida per un Patronat presidit pel president de l'Institut d'Estudis Catalans, del qual formen part també el secretari general i el president de la Secció de Ciències i Tecnologia de l'IEC, el director del Centre de Recerca Matemàtica, el president de la Societat Catalana de Matemàtiques i diversos vocals de les universitats catalanes. Des de l'any 2007 la Fundació és dirigida pel professor Manuel Castellet.
El 1992 es creà un premi internacional, ofert a una monografia matemàtica de caràcter expositiu que presenti els últims desenvolupaments d'una àrea activa en investigació, en la qual el concursant hagi contribuït de manera important. El premi està dotat amb 15.000 euros i la monografia guanyadora la publica l'editorial suïssa Birkhäuser Verlag en la sèrie «Progress in Mathematics».
L'any 2007 es crearen unes borses que s'ofereixen als millors projectes d'estudi o d'investigació matemàtica relacionats amb la tesi doctoral, per fer una estada d'un a tres mesos en un centre d'investigació d'excel·lència fora de l'àmbit geogràfic d'origen. L'entitat també convoca el Premi Matemàtiques i Societat, creat l'any 2009 amb la finalitat d'estimular la presència de les matemàtiques en els mitjans de comunicació.